# Patty Frank
Patty Frank alias Eisenarm alias Isto Maza, bürgerlicher Name Ernst Tobis, (* 19. Januar 1876 in Wien; † 23. August 1959 in Radebeul) war ein deutscher Artist, Indianerforscher, Schriftsteller und Museumsleiter.

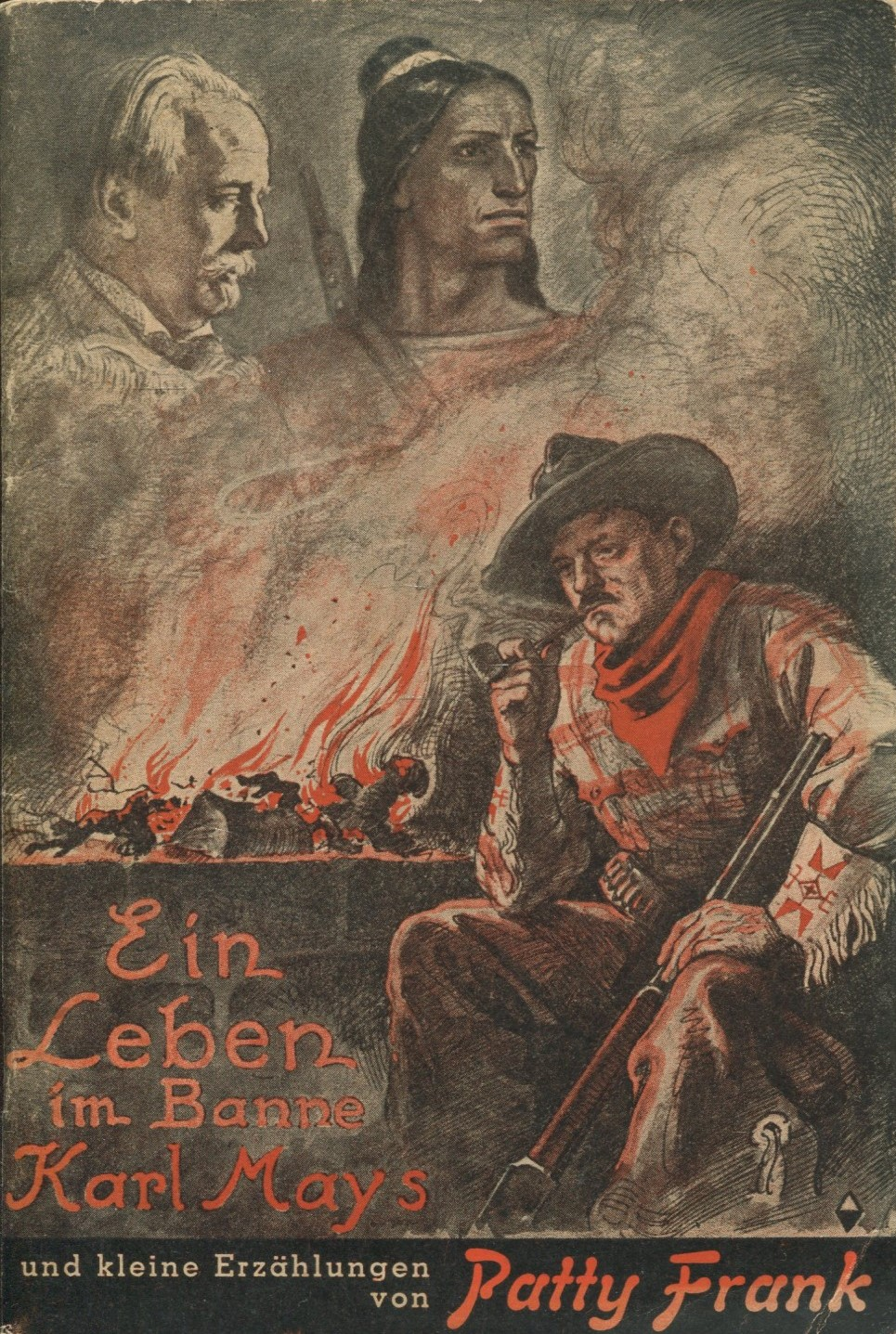
Patty Franks Betrachtungen zu Karl May und Winnetou. Umschlag von Elk Eber (1942)

## Leben

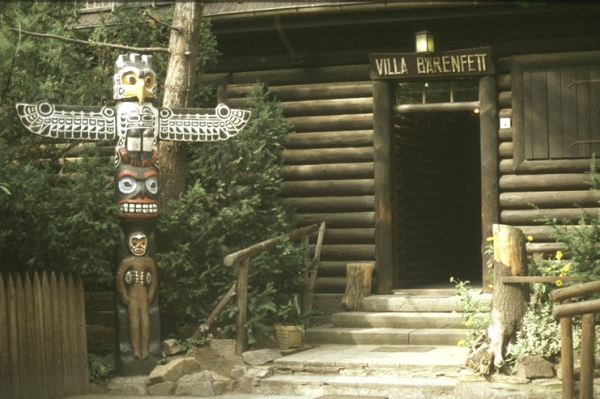
Villa Bärenfett

Sein Großvater war Porzellanmaler, der Vater Porzellanhändler. Die Familie Tobis stammte ursprünglich aus Böhmen und wanderte aus der Gegend um Karlsbad nach Wien zu. Als der einzige Junge Ernst 13 Jahre alt war, blieb der Vater in Wien und ging weiterhin seinen Geschäften als Porzellanhändler nach, die Mutter übersiedelte mit den Kindern nach Frankfurt am Main, wo Tochter Gabriele, die Älteste, Gesang studierte und sich später als erste Koloratursopranistin der Oper einen Namen machte. Die Mutter, die fest entschlossen war, die Abenteuerlust ihres Sprösslings zu zügeln, ließ ihn zum Kunstgärtner ausbilden.
Die amerikanische Wandergruppe Buffalo-Bill's Wild West-Show mit ihren 200 Indianern und Cowboys, Wildpferden und Büffeln gastierte für mehrere Tage in Frankfurt, ausgerechnet im Palmengarten, und der Gärtnerlehrling Tobis gehörte zu den Bediensteten, die darauf zu achten hatten, dass die Besucher nicht die Grünanlagen verwüsteten. Als der hellauf begeisterte Junge erfuhr, dass ein Stallbursche gesucht wurde, riss er von daheim aus. Seine Mutter spürte ihn schließlich in Straßburg auf und holte ihn zurück. Das einzige Andenken war ein Paar Originalmokassins, das er einem Mitglied der Truppe abgebettelt hatte und das Grundstock seiner später weltberühmten Sammlung wurde. In seiner Freizeit traf er sich nun mit Gleichgesinnten im Turnverein „Helvetia“ und erlernte die Grundbegriffe der Parterreakrobatik; dies war der Beginn seiner Karriere als Artist.
Patty Frank war der Mitbegründer und langjährige Verwalter des 1928 eröffneten Karl-May- und Indianer-Museums der Karl-May-Stiftung in Radebeul. Karl Mays Witwe Klara brauchte einen Kustos für die sinnvolle Nutzung des Nachlasses ihres Mannes und die Gründung eines Museums. Dafür war Frank der richtige Mann. Auch brauchte sie weiteres Material und  Frank hatte auf seinen Tourneen viel gesammelt.
Seine Wohnung mit lebenslangem Wohnrecht befand sich in der „Villa Bärenfett“, die Klara May ihm 1926 im Blockhausstil errichten ließ. 30 Jahre lang, bis kurz vor seinem Tod, erklärte er Interessierten Leben und Gebräuche der Indianer. Die Besucherstatistik sprach von 300.000 Gästen pro Jahr. Er verfasste auch eine Reihe von Büchern, die größere Auflagen erreichten: So lebten und starben die Indianer, Die Indianerschlacht am Little Big Horn und Ein Leben im Banne Karl Mays.

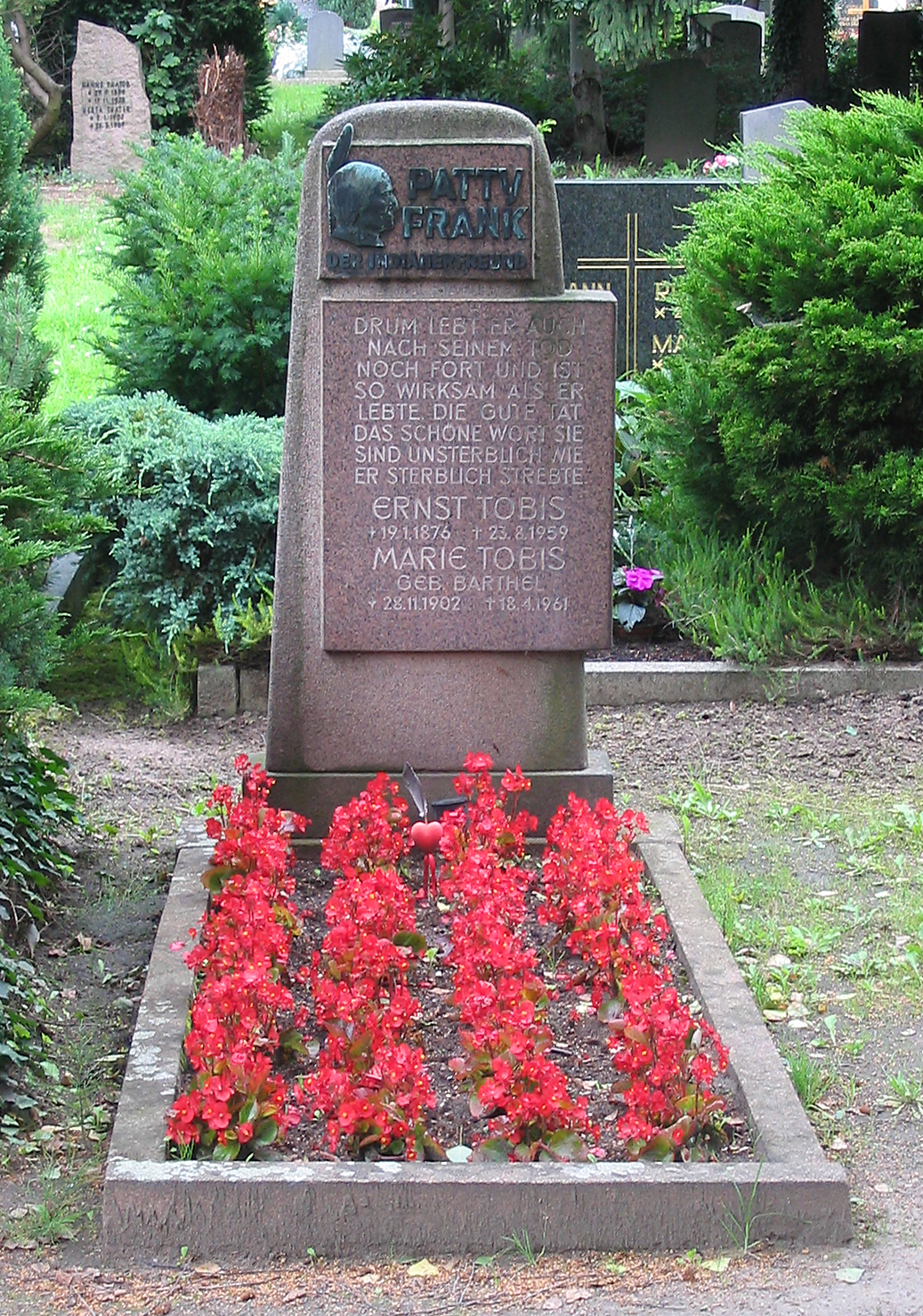
Grabmal von Patty Frank auf dem Friedhof Radebeul-Ost

Patty Franks Grab befindet sich unweit des Grabmals von Karl May auf dem Friedhof in Radebeul. Zwei Jahre nach seinem Tod starb auch seine Frau Marie Barthel, die er mit 65 Jahren geheiratet hatte. Marie war zuvor 20 Jahre Haushälterin bei Klara May gewesen.

## Schriften
- Die Indianerschlacht am Little Bighorn, Karl-May-Jahrbuch 1926
- Wie ich meinen ersten Skalp erwarb, Karl-May-Jahrbuch 1929
- Ein Überfall auf das Blockhaus, Karl-May-Jahrbuch 1930
- Die Jagd nach der Büffelhaut, Karl-May-Jahrbuch 1931
- Karl Mays letzter Gefangener, Karl-May-Jahrbuch 1932
- Die Indianerschlacht in Stuttgart, Karl-May-Jahrbuch 1933
- Ein Leben im Banne Karl Mays, Karl-May-Verlag, 1935 (enthält vier der oben genannten Texte)
- So lebten und starben die Indianer, elfteilige Artikelreihe in der Wochenzeitschrift Die grüne Post, 1941
- Wilder Westen. Leben und Sterben der Indianer Nordamerikas, 1951 (mit Zeichnungen von Zdenek Burian)
- Die Indianerschlacht am Little Big Horn, 1957